# Canton de Chevillon
Le canton de Chevillon est une ancienne division administrative française située dans le département de la Haute-Marne et la région Champagne-Ardenne.

## Géographie
Ce canton était organisé autour de Chevillon dans l'arrondissement de Saint-Dizier. Son altitude  moyenne est de 192 m.

## Représentation

### Conseillers d'arrondissement (de 1833 à 1940)
Le canton de Chevillon appartenait à l'arrondissement de Wassy jusqu'à sa disparition en 1926.
| Période                                  | Période      | Identité                                                  | Étiquette         | Qualité |
| ---------------------------------------- | ------------ | --------------------------------------------------------- | ----------------- | --- |
| 1833                                     | 1839         | M. Lemasson                                               |                   | Ancien juge de paix, propriétaire à Maizières                                                               |
| 1839                                     | 1845         | Baron Charles de Klopstein (1782-1858)                    |                   | Ancien garde du corps, maire de Prez-sur-Marne                                                              |
| 1845                                     | 1848         | Agricol François de Paule Paillette de l'Isle (1797-1870) |                   | Capitaine de cavalerie, maire de Laneuville-à-Bayard                                                        |
|                                          |              |                                                           |                   | |
| 1889                                     | 1892         | Alexandre Léon Bancelin                                   | Républicain       | Maître charpentier, maire de Prez-sur-Marne                                                                 |
|                                          |              |                                                           |                   | |
|                                          | 1894 (décès) | M. Martin                                                 |                   | |
| 17 juin 1894                             | 1899 (décès) | Eugène Quinet (1836-1899)                                 | Républicain       | Huissier à Chevillon                                                                                        |
| 1899                                     | 1917 (décès) | Tibulle Collot (1845-1917)                                | Républicain       | Agriculteur à Maizières                                                                                     |
| 1917                                     | 1919         | siège vacant                                              |                   | |
| 1919                                     | 1921 (décès) | Albert Vosgien                                            |                   | Négociant, conseiller municipal de Chevillon                                                                |
| 1921                                     | 1931         | Pierre Châtel                                             | Droite            | Maître de forges, maire de Laneuville-à-Bayard                                                              |
| 1931                                     | 1937         | Marcel Pelletier                                          | Républicain       | Notaire à Eurville                                                                                          |
| 1937                                     | 1938 (décès) | Georges Duffau                                            | Rad. antimarxiste | Adjoint au maire d'Eurville                                                                                 |
| octobre 1938                             | 1940         | Charles Burgeat                                           | URD               | Cultivateur à Gourzon                                                                                       |
| 1940                                     |              |                                                           |                   | Les conseils d'arrondissement ont été suspendus par la loi du 12 octobre 1940 et n'ont jamais été réactivés |
| Les données manquantes sont à compléter. |              |                                                           |                   | |

### Conseillers généraux de 1833 à 2015
| Période | Période      | Identité                                        | Étiquette              | Qualité |
| ------- | ------------ | ----------------------------------------------- | ---------------------- | --- |
| 1833    | 1845         | Marquis Maurice de Thomassin de Bienville       | Majorité ministérielle | Propriétaire, maire de Bienville Président du Conseil Général (1822-1831) Ancien député (1820-1823, 1824-1831)               |
| 1845    | 1858 (décès) | Baron Charles de Klopstein                      |                        | Ancien officier supérieur, propriétaire à Prez-sur-Marne, suppléant du juge de paix à Chevillon, conseiller d'arrondissement |
| 1858    | 1871         | Victor Doé                                      |                        | Maître de forges, maire de Chamouilley                                                                                       |
| 1871    | 1880         | Marcel Colas                                    | Républicain            | Maître de forges à Rachecourt-sur-Marne et à Montiers-sur-Saulx (Meuse)                                                      |
| 1880    | 1886         | Emile Giros                                     | Républicain            | Maître de forges, maire de Saint-Dizier (1882-1894)                                                                          |
| 1886    | 1892         | Charles Bourlon de Rouvre                       | Droite                 | Directeur de sucreries Maire de Verbiesles Député (1889-1898 et 1902-1906)                                                   |
| 1892    | 1904         | Alexandre Léon Bancelin                         | Républicain            | Maître charpentier, maire de Prez-sur-Marne, conseiller d'arrondissement                                                     |
| 1904    | 1923 (décès) | Marquis Maurice des Réaulx                      | Républicain            | Officier de cavalerie démissionnaire Propriétaire du château d'Eurville                                                      |
| 1923    | 1931 (décès) | Marquis François des Réaulx (fils du précédent) | Conservateur           | Propriétaire des forges d'Eurville                                                                                           |
| 1931    | 1940         | Pierre Chatel                                   | URD                    | Maître de forges Maire de Laneuville-à-Bayard, conseiller d'arrondissement Nommé conseiller départemental en 1943            |
|         |              |                                                 |                        | |
| 1945    | 1951         | Maxime Schwartz                                 | PCF                    | Propriétaire à Eurville, ancien déporté à Buchenwald                                                                         |
| 1951    | 1984 (décès) | René Rollin                                     | Rad. puis UDF-Rad.     | Surveillant-général Député (1936-1942) Ancien conseiller général et maire de Saint-Dizier Sénateur (1972-1974)               |
| 1984    | 1988         | Jean Kaltenbach                                 | RPR                    | Pharmacien Maire d'Eurville-Bienville (1972-2001) Président du Conseil Régional (1988-1998)                                  |
| 1988    | 2008         | Michel Bozek                                    | DVD puis UDF puis UMP  | P.D.G. d'une entreprise de transports Maire de Chevillon Président de la Communauté de Communes de la Vallée de la Marne     |
| 2008    | 2015         | Christian Dubois                                | DVD                    | Cadre Maire de Bayard-sur-Marne                                                                                              |

## Composition
Le canton de Chevillon regroupait 8 communes et comptait 6 662 habitants (recensement de 1999 sans doubles comptes).
| Communes             | Population (2012) | Code postal | Code Insee |
| -------------------- | ----------------- | ----------- | ---------- |
| Chevillon            | 1 455             | 52170       | 52123      |
| Eurville-Bienville   | 2 083             | 52410       | 52194      |
| Fontaines-sur-Marne  | 126               | 52170       | 52203      |
| Bayard-sur-Marne     | 1 518             | 52170       | 52265      |
| Maizières            | 168               | 52300       | 52302      |
| Narcy                | 249               | 52170       | 52347      |
| Osne-le-Val          | 303               | 52300       | 52370      |
| Rachecourt-sur-Marne | 760               | 52170       | 52414      |

## Démographie
| 1962  | 1968  | 1975  | 1982  | 1990  | 1999  | 2009  |
| ----- | ----- | ----- | ----- | ----- | ----- | ----- |
| 6 926 | 7 575 | 7 449 | 7 359 | 7 048 | 6 662 | 6 585 |